# 西區廳站
西區廳站（：／ Seo-gucheong yeok */?）是仁川地鐵2號線沿線的一座地下車站，位於韓國仁川廣域市西區連喜洞。

## 車站結構
站體為2面2線側式月台的地下車站，候車月台設有月台幕門，並有4處出口。

### 月台配置
| 亞運會賽場 ↑ |
| \| 上        |
| ↓ 佳亭       |

| 月台 | 路線               | 目的地                                               |
| ---- | ------------------ | ---------------------------------------------------- |
| 上行 | ●仁川都市铁道2号线 | 黔岩、黔丹梧柳方向                                   |
| 下行 | ●仁川都市铁道2号线 | 石南、仁川佳佐、朱安、南洞區廳、仁川大公園、雲宴方向 |

## 歷史
- 2016年7月30日：落成啟用[1]。

## 車站周邊
- 深谷圖書館
- 西區廳
- 仁川西部消防署
- 仁川西部警察署
- 西串近鄰公園
- 仁川陽地初等學校
- 天主教關東大學附設國際聖母醫院（朝鲜语：가톨릭관동대학교 국제성모병원）
- 韩国银行人資開發院

## 圖片

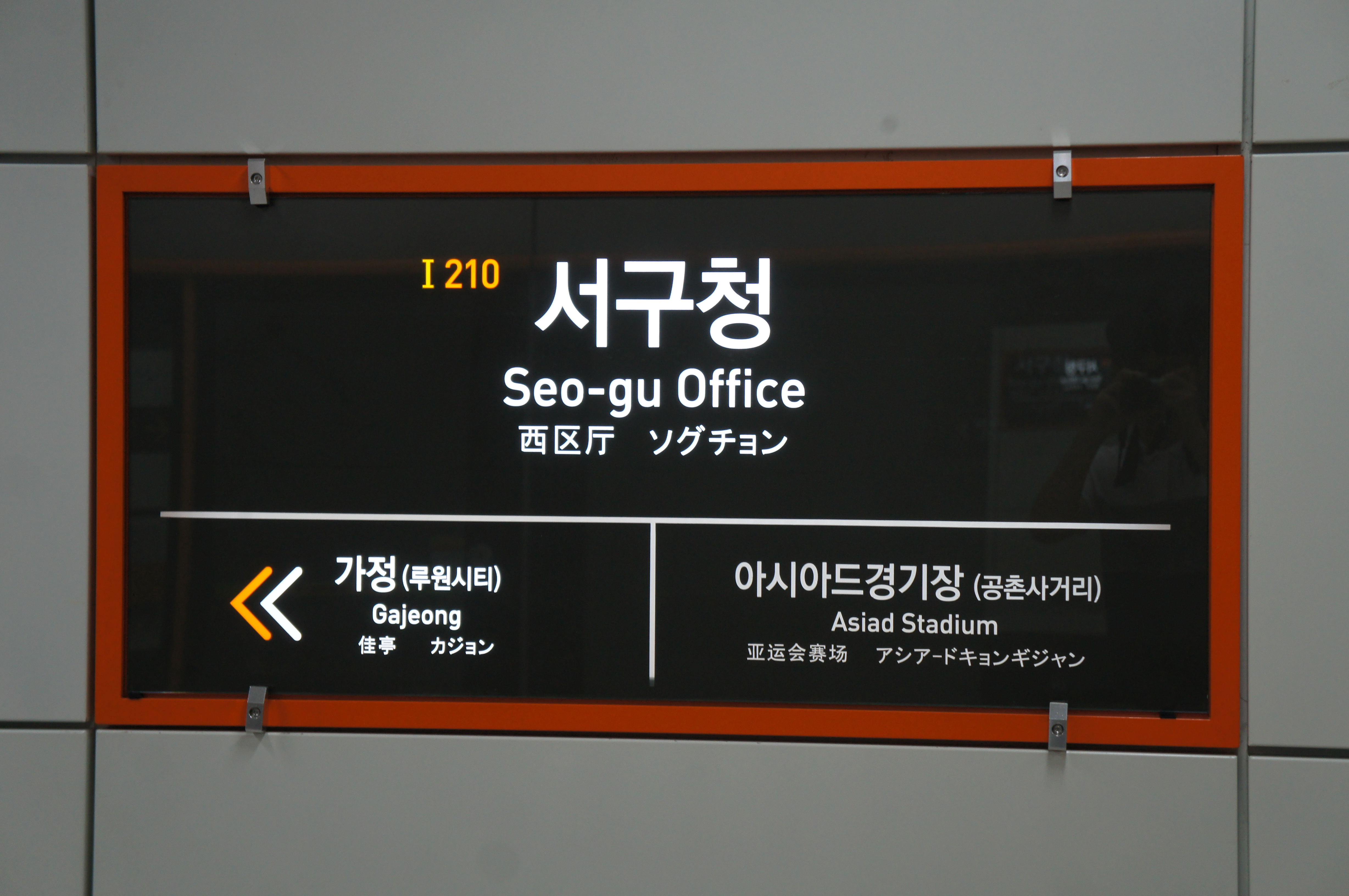
站名牌
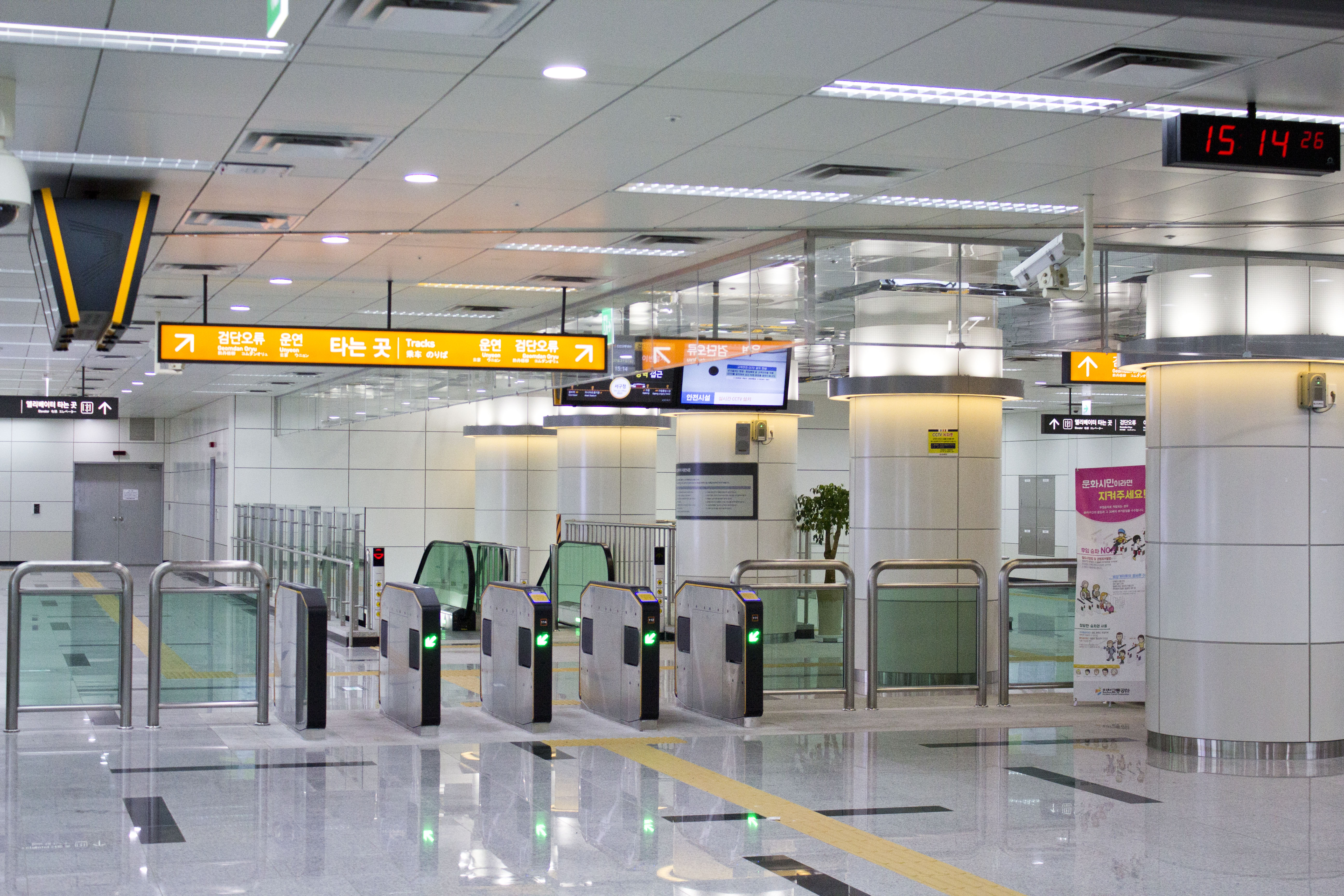
剪票閘口
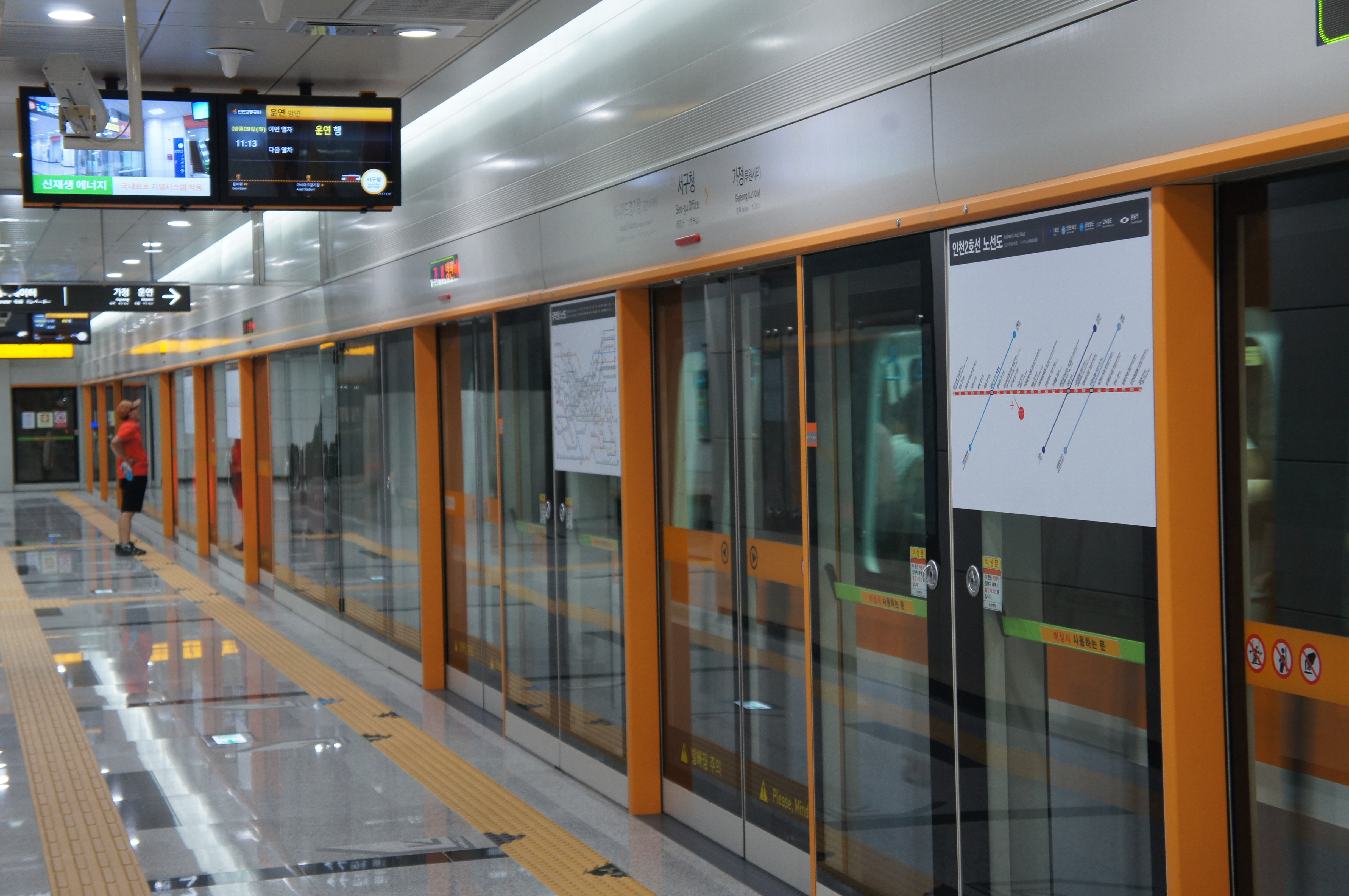
候車月台
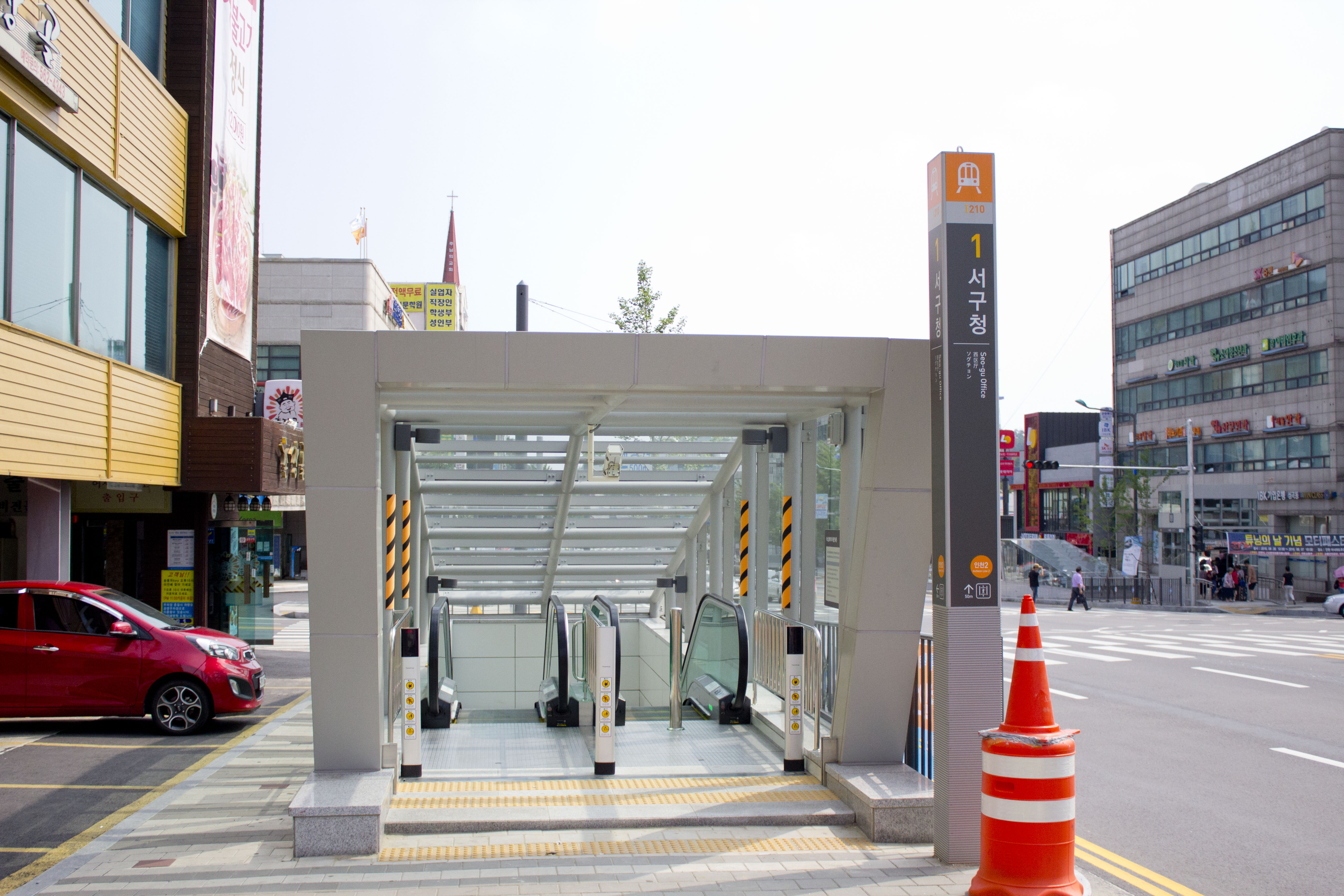
1號出口
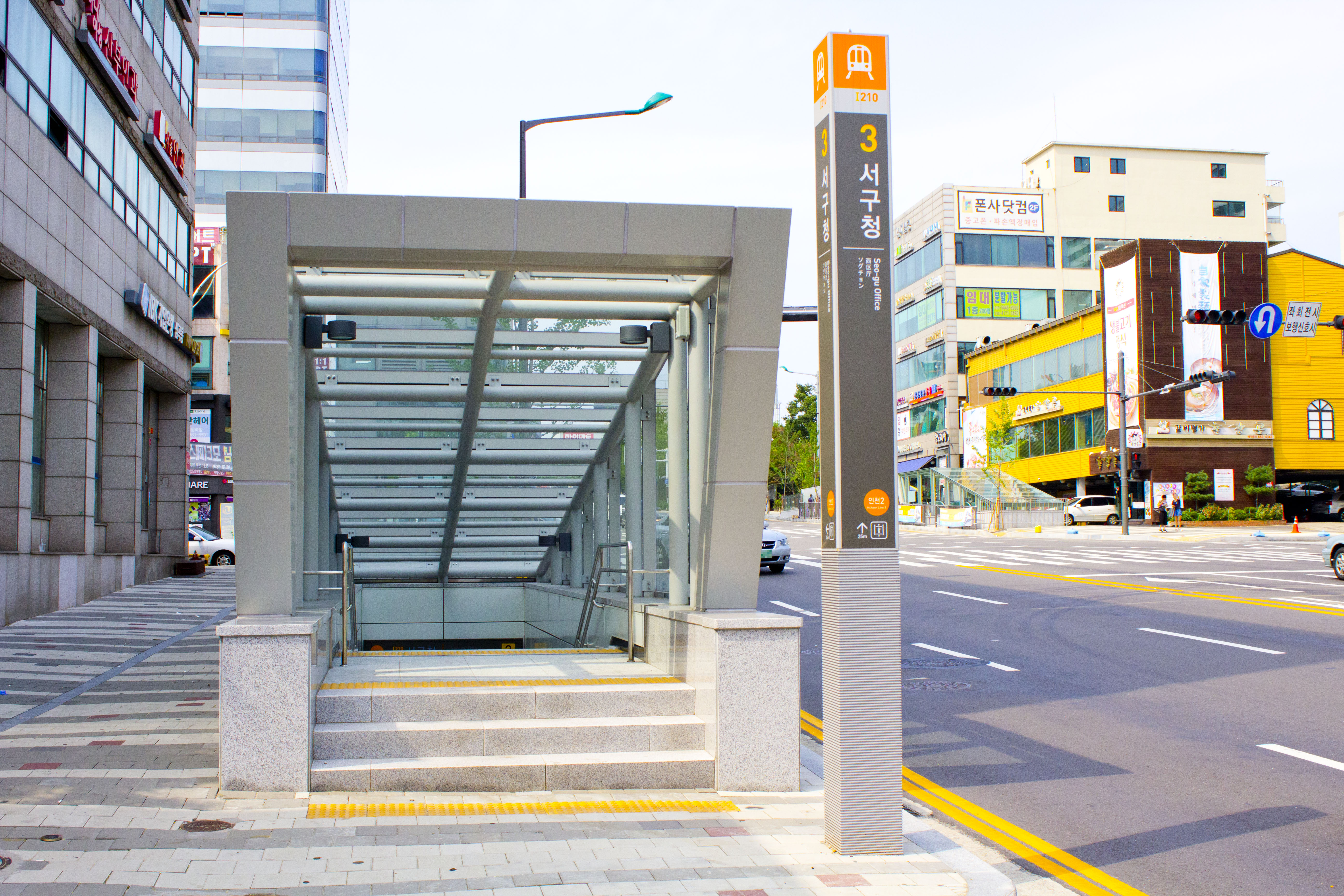
3號出口

## 相鄰車站
仁川交通公社
●仁川都市铁道2号线
亞運會賽場（I209）－西區廳（I210）－佳亭（I211）